# Гранд фестивал 2008.
Други Аксал Гранд фестивал је друго издање Гранд фестивала, одржано 2008. године у судију ТВ Пинк-а у Кошутњаку. Такмичење се састојало из два полуфинала на којима су представљене 42 песме, од којих је 23 ушло у финално вече. Победник је био Аца Лукас са песмом Упали светло, а велики број песама су постале хитови Златник (Тања Савић), С првом кишом (Љуба Аличић), Имати па немати (Џеј Рамадановски) и друге. Објављен је компилацијски цд са песмама свих учесника.

## Прво полуфинале
| Бр. | Извођач                       | Песма                        |
| --- | ----------------------------- | ---------------------------- |
| 1.  | Немања Николић                | Црна хаљина                  |
| 2.  | Ђани                          | Ја слободан, она неверна     |
| 3.  | Јадранка Барјактаровић        | Кад тела су врела            |
| 4.  | Ана Бекута                    | Ничија                       |
| 5.  | Јована Типшин                 | Мираз                        |
| 6.  | Дара Бубамара и Никола Роквић | Узми или остави              |
| 7.  | Гоца Лазаревић                | Српкиња                      |
| 8.  | Оља Карлеуша                  | Робија                       |
| 9.  | Луис                          | Питају ме другови            |
| 10. | Наташа Којић                  | А где си ти                  |
| 11. | Славица Ћуктераш              | Ја те само подсећам на њу    |
| 12. | Дарко Филиповић               | Немој да ме гледаш са висине |
| 13. | Неда Украден                  | Ево свиће                    |
| 14. | Стеван Анђелковић             | Позовите Цигане              |
| 15. | Марко Булат                   | Песме су ми другови          |
| 16. | Аца Лукас                     | Упали светло                 |
| 17. | Дона Арес                     | Свједок                      |
| 18. | Халид Муслимовић              | Без тебе                     |
| 19. | Близанци                      | Лајавица                     |
| 20. | Цобе                          | Ако умрем ја                 |
| 21. | Милан Динчић Динча            | Срећна будала                |
| 22. | Жељко Шашић и Романа Панић    | Приђи, приђи                 |

## Друго полуфинале
| Бр. | Извођач                                | Песма                    |
| --- | -------------------------------------- | ------------------------ |
| 1.  | Мина Костић                            | Пуче истина              |
| 2.  | Индира Арадиновић Инди                 | Натенане                 |
| 3.  | Есма Реџепова                          | И све ти опраштам        |
| 4.  | Милош Бојанић                          | Хеј нек се пије          |
| 5.  | Бане Мојићевић                         | Бело платно              |
| 6.  | Мира Шкорић                            | Тако си пао              |
| 7.  | Џеј Рамадановски                       | Имати, па немати         |
| 8.  | Милица Тодоровић                       | СМС                      |
| 9.  | Немања Стевановић и Силвија Недељковић | Једини, једина           |
| 10. | Јелена Броћић                          | Од живота јаче           |
| 11. | Тања Савић                             | Златник                  |
| 12. | Ал Дино                                | И сад ме по теби познају |
| 13. | Алегро бенд                            | Анђео                    |
| 14. | Рада Манојловић                        | Како боле усне неверне   |
| 15. | Милан Станковић                        | Непоправљиво             |
| 16. | Братислав Здравковић                   | У њено име               |
| 17. | Нена Ђуровић                           | У реду                   |
| 18. | Душан Свилар                           | Салаши                   |
| 19. | Дарко Радовановић                      | Моја звездо              |
| 20. | Љуба Аличић                            | С првом кишом            |
| 21. | Дејан Ћирковић Ћира                    | Феноменално              |
| 22. | Ацо Пејовић                            | Назовите је              |

## Финале
Победник је био Аца Лукас са песмом Упали светло, коју је за њега написао Никола Грбић, и освојио награду од 40 хиљада евра. Друго место и награду од 20 хиљада евра освојио је Џеј Рамадановски песмом Имати па немати. Ова песма је такође прво појављивање на сцени певача Јоце Стефановића, који је свирао гитару током наступа, а песму је радио његов отац Славко Стефановић. Јоца је на овом фестивалу такође радио аранжман за песму СМС Милице Тодоровић. Највише поена колега певача добила је Тања Савић са песмом Златник, која је постала један од највећих хитова ове певачице, али су на крају такмичења трећепласирани били Немања Стевановић и Силвија Недељковић са дуетом Једини, једина, и добили 10 хиљада евра.
Остатак од награде од 100 хиљада евра је подељен на следећи начин.
- Тања Савић - четврто место (8 хиљада евра)
- Ана Бекута (6 хиљада евра)
- Славица Ћуктераш (4 хиљада евра)
- Душан Свилар (2 хиљаде евра)
- Аца Лукас, Фолк хаус бенд и Нена Ђуровић добили су додатних 2500 евра за стајлинг и најбољи сценски наступ

Највећи хит фестивала је требало да буде проглашен на следећем трећем, Гранд фестивалу 2010. (награда од 5 хиљада евра).